# Barrio Raid
Barrio Raid è un EP della band rapcore statunitense 3rd Strike, uscito nel 2003 solo in Giappone. La canzone "Into hell again" è stata inserita nella colonna sonora del film Tomb Raider: La culla della vita

## Tracce
1. Barrio Raid
2. Champagne Dreams
3. Sick Skin
4. Into Hell Again
5. All Lies (Live At Ozzfest)
6. Barrio Raid (Demo)